# Индонезийская летяга
Индонезийская летяга (Iomys horsfieldii) — белка-летяга из рода Iomys. Обитает в Юго-Восточной Азии на Малайском полуострове и нескольких островах Малайзии и Индонезии.

## Описание
Длина тела индонезийской летяги составляет примерно  18—19 сантиметров. Длина хвоста — около 18 сантиметров, вес составляет примерно от 160 до 210 граммов. Подвиды различаются, в основном, окраской. У номинальной формы Iomys horsfieldii horsfieldii красновато-коричневая окраска спины и желтовато-коричневая брюшной стороны тела, внешний край летательной перепонки и пятно под глазом  желтовато-рыжего цвета. Подвид Iomys h. davisoni тёмно-шиферно-серый с красно-коричнево-оранжевыми кончиками волос на спине, края летательной перепонки и брюшко оранжевые, а нижняя сторона хвоста тёмно-коричневая. Iomys h. penangensis, в целом, соответствует Iomys h. davisoni, но шерсть его немного светлее на спине, ногах и хвосте. У Iomys h. thomsoni спина  тёмно-дымчато-коричневго цвета с пестринами, сформированными с белыми кончиками волос, живот от беловатого до бледно-красноватого . Глаза окружены черным кольцом, от него черная полоса идет к основанию вибрисс.
Как и все белки-летяги, этот вид имеет покрытую шерстью леательную перепонку, соединяющую запястья и лодыжки, она увеличена за счет кожной складки между задними лапами и основанием хвоста. Летательная перепонка снабжена мускулами и усиленна по краям, зверёк способен её натягивать и расслаблять так, чтобы контролировать направление планирования. По сравнению с другими белками-летягами сопоставимого размера, у индонезийской белки-летяги относительно короткий хвост и особенно короткие ноги.

## Распространение
Индонезийская летяга распространена в Юго-Восточной Азии на Малайском полуострове и нескольких островах Малайзии и Индонезии. Она обитает на индонезийских островах Суматра и Ява, малайских островах Пенанг и Пулау-Тиоман и на острове Борнео, где её ареал охватывает территории, принадлежащие трём государствам Малайзии, Индонезии и Брунею. На острове Сингапур вид встречается редко или по другим сведениям в настоящее время   не встречаются совсем.

## Образ жизни
Несмотря на широкое распространение, о жизни индонезийской летяги данных мало. Места обитания включают в себя множество различных биотопов от зарослей кустарников и лесных опушек до сельскохозяйственных плантаций и нетронутых лесов. Эта летяга особенно широко распространена в низменностях ниже 1000 метров и вдали от густых лесных массивов.
Как и другие виды белок-летяг, она ведёт древесный и ночной образ жизни, живёт в гнездах в дуплах деревьев. Питается в основном фруктами, более точных данных о составе рациона и сезонным явлениям в жизни этого зверька нет.

## Систематика
Индонезийская летяга указана как самостоятельный вид в пределах рода Iomys, вторым видом является ментавайская летяга (Iomys sipora). Научное первое описание индонезийской летяги было проведено Джорджем Робертом Уотерхаусом в 1838 году на основе особей с острова Суматра. Вид был назван в честь британского натуралиста Томаса Уолкера Хорсфилда.
Этот вид подразделяют на четыре подвида:
- Iomys horsfieldii horsfieldii встречается на Яве и Суматре.
- Iomys horsfieldii davisoni обитает на Малайском полуострове, а также был обнаружен в Сингапуре.
- Iomys horsfieldii penangensis обитает в основном на Пенанге.
- Iomys horsfieldii thomsoni распространен на Борнео.

## Численность, угрозы и охрана
Международный союз охраны природы и природных ресурсов (МСОП) классифицирует индонезийскую летягу как вызывающую наименьшее беспокойство из-за ее сравнительно большого ареала. Кроме того, она очень легко приспосабливается и также встречается в местах обитания, подвергшихся сильным антропогенным измененим; потенциальные причины опасности для популяции отсутствуют